# Legea reginei Anna

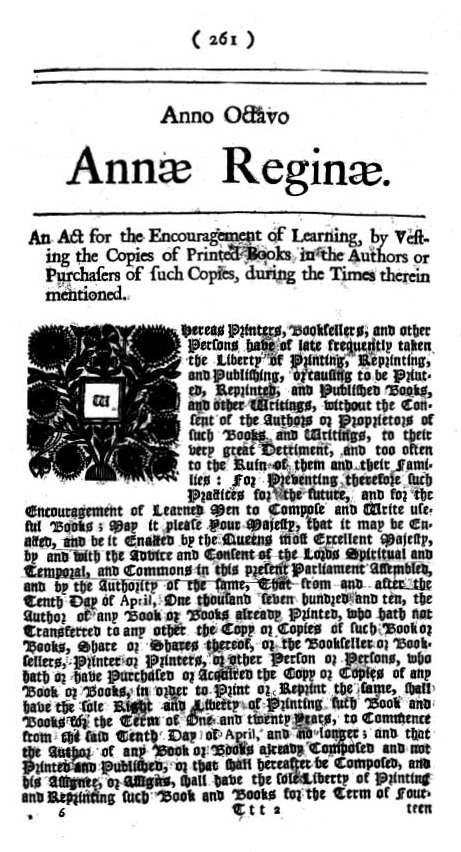
Statutul reginei Ana a intrat în vigoare în 1710

Legea reginei Anna, cunoscută pe scurt ca Legea copyrightului 1709 (engleză Copyright Act 1709 8 Anne c.19) și având titlul complet „O lege pentru încurajarea învățării prin oferirea de drepturi autorilor sau cumpărăturilor de copii ale cărților tipărite pentru perioada menționată aici.” (engleză An Act for the Encouragement of Learning, by vesting the Copies of Printed Books in the Authors or purchasers of such Copies, during the Times therein mentioned), a fost prima lege despre dreptul de autor din Regatul Marii Britanii (și implicit din Regatul Unit). A fost adoptat în 1709 și a intrat în vigoare pe 10 aprilie 1710. Este considerată a fi prima lege completă a dreptului de autor și este numită după Anna a Marii Britanii, regina din perioada resectivă. 
Legea reginei Anna este considerată ca o sursă importantă de inspirație pentru legile dreptului de autor din perioada modernă

## Compania papetarilor[2]

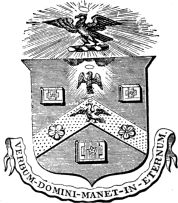
Simbolul companiei papetarilor

Originile legii drepturilor de autor în majoritatea țărilor europene rezidă în eforturile guvernelor de a legifera și controla tipăriturile. Tehnica tipăririi a fost inventată și s-a răspândit în secolul al XV-lea și al XVI-lea. Înaintea tiparniței, scrierile puteau fi multiplicate doar prin copierea lor manuală, un proces laborios și predispus la erori. Tipărirea a permis realizarea mai multor copii identice a unei lucrări, ceea ce a dus la o circulație mai rapidă și o răspândire mai largă a ideilor și informațiilor. În timp ce guvernele și biserica încurajau tipărirea, deoarece permitea diseminarea Bibliei și a informațiilor guvernamentale, și opozanții se foloseau de această tehnică pentru a își răspândi ideile. Drept urmare, guvernele din întreaga Europă au stabilit reguli menite să controleze tiparnițele, solicitând existența unor licențe oficiale pentru a tipări și a vinde cărți. Licențele dădeau papetarilor dreptul exclusiv de a tipări o anumită carte pentru o anumită perioadă, împiedicând în același timp alte persoane să tipărească acea lucrare în perioada ce făcea obiectul licenței. Licențele nu aveau efect decât pe teritoriul statului care le emisese, dar ele interziceau de obicei și importul tipăriturilor din alte țări.
În Anglia, papetarii au format o organizație colectivă, numită „Onorabila companie a papetarilor și a editorilor de ziare”, pe scurt Compania papetarilor. În secolul al XVI-lea, Compania papetarilor a primit dreptul de a cere înregistrarea tuturor operelor tipărite în registrul său. Aceasta însemna practic un monopol al companiei asupra publicării cărților în Anglia secolului al XVII-lea (dar nu și în Scoția sau Irlanda). Dar monopolul, oferit companiei prin Legea licențelor din 1662 s-a sfârșit în mai 1695, după ce parlamentul a hotârât să nu mai prelungească valabilitatea legii.

## Statutul reginei Ana
În 1707, parlamentele Angliei și Scoției au fost unite ca urmare a Actelor Uniunii. Noul parlament putea schimba legile din ambele țări. Una din primele legi emise de acesta a fost tocmai legea drepturilor de autor din 1709 (pe stil vechi). Statutul a fost prima lege a drepturilor de autor din lume. Titlul său complet era „O lege pentru încurajarea învățării prin oferirea de drepturi autorilor sau cumpărăturilor de copii ale cărților tipărite pentru perioada menționată aici.” (în engleză An Act for the Encouragement of Learning, by vesting the Copies of Printed Books in the Authors or purchasers of such Copies, during the Times therein mentioned).

### Versiunea propusă
Versiunea inițială a Statutului reginei Ana a fost modificată substanțial în timpul discuțiilor din parlamentul Marii Britanii, Camera lorzilor aducând cele mai importante amendamente. Versiunea propusă spre aprobare avea doar 6 articole și semăna mult cu licența din 1662. Se interzicea tipărirea, retipărirea sau importul oricărei cărți pe care "o va scrie de aici înainte orice autor" sau pe care editorul sau vânzătorul o va fi cumpărat de la autor. Încălcarea regulilor atrăgea penalități financiare. Prima versiune impunea și înregistrarea cărților în registrul Companiei papetarilor înainte de publicare, precum și depunerea câte unui exemplar al cărții în Biblioteca Regală, precum și în bibliotecile de la Oxford și Cambridge. Această versiunea propunea și limitarea prețurilor la cărți și permitea importul cărților autorilor "clasici" publicate inițial în altă țară.
Preambulul și prima secțiune din versiunea propusă puneau accentul pe "copia unei cărți" ca o formă recognoscibilă de proprietate, egală în drepturi cu orice altă proprietate tangibilă. Această versiune nu propunea nicio limită pentru termenul de protejare al acestui drept de proprietate. Preambulul primei variante se referea la copyright în mod explicit ca la un drept al autorilor, spunând că tiparirea cărților
... fară acceptul autorilor, care dețin fără îndoială proprietatea acestor cărți sau scrieri, ca produs al învățămintelor și muncii lor, sau a unor persoane cărora autorii le-au transferat aceste drepturi, este nu numai o mare descurajare a învățării în general, care ar trebui să primească aprecieri și încurajări în toate națiunile civilizate, dar și o încălcare a proprietății proprietarilor de drept ai acestor cărți și scrieri... 
Totuși, atât titlul cât și preambulului versiunii inițiale au fost reduse ca lungime și limitate la "încurajarea oamenilor învățați să compună și să scrie cărți utile". În schimbul continuării producției de cărți, legea a fost amendată pentru a oferi "dreptul exclusiv și libertatea de a tipări", adică dreptul de a copia și reproduce. Ideea unor drepturi perpetue a fost abandonată și a fost introdus un termen de copyright limitat.

### Substanța legii
Intrarea în vigoare a Legii reginei Ana în aprilie 1710 a marcat un moment istoric în dezvoltarea legii drepturilor de autor. Fiind prima lege a copyrightului din lume, ea oferea editorilor unei cărți o durată de protecție a operei de 14 ani pentru lucrările publicate după adoptarea legii. Mai oferea 21 de ani de protecție pentru cărțile aflate deja în tipar. The 14 year copyright term could be renewed for another 14 if the author was still alive after the first term expired.
Legea a decis că actul de a copia este "singura libertate a tipăririi și retipăririi" unei cărți și că această libertate poate fi încălcată de orice persoană care tipărea, retipărea sau importa cărți fără consimțământul deținătorului drepturilor. Cei care încălcau aceste drepturi trebuiau să plătească câte un penny pentru fiecare foaie a cărții. Jumătate din amendă mergea la autor, cealaltă jumătate în visteria Coroanei. În plus, reproducerea ilegală era distrusă. Lăsând activ sistemul existent de înregistrare, actul specifica faptul că autorul putea acționa împotriva celor ce îi încălcau drepturile doar dacă titlul era prezent în registrul Companiei Papetarilor înaintea publicării. Înregistrarea formală permitea utilizatorilor identificarea autorilor de lucrări aflate sub drepturi de autor, iar obligația de a depune câte un exemplar în bibliotecile universităților asigura accesul public la operele sub drepturi de autor.

### Drepturile autorilor
Această lege a fost prima ce a recunoscut drepturile legale ale autorilor, dar nu a oferit un punct de vedere clar asupra a ceea ce înseamă să fii autor și drepturile autorilor. Deși legea stabiliea că autorul este proprietarul legal al operei, punând astfel bazele dezvoltării dreptului de autor, ea oferea de asemenea și un termen de 21 de ani pentru cărțile deja tipărite. Mai mult, deși era prevăzută o perioadă suplimentară de 14 ani pentru drepturile autorilor (cu condiția ca aceștia să mai fie în viață la expirarea primului termen), durata de 21 de ani a subminat eforturile de a avantaja autorii. Multe contracte dintre autori și editori prevedeau cedarea "drepturilor, titlului, proprietății și intereselor" lucrării către editor, iar la sfârșitul secolului al XVIII-lea, în cazuri precum Millar și Dodsley v Taylor (1765) și Carnan v Bowles (1785), tribunalele au tratat asemenea contracte ca un transfer asupra dreptului de autor extins către editor. Având în vedere că legea urmărea în primul rând să încurajeze cunoașterea în rândul publicului larg și să legifereze comerțul cu cărți, orice beneficii obținute de autori în urma legii au fost întâmplătoare. De-a lungul secolului al XVIII-lea, sub presiunea vânzătorilor de cărți mai degrabă decât a editorilor, a apărut ideea că drepturile de autor derivă din dreptul scriitorilor de a beneficia de rezultatele muncii lor.

## Influența asupra primelor legi ale drepturilor de autor din SUA

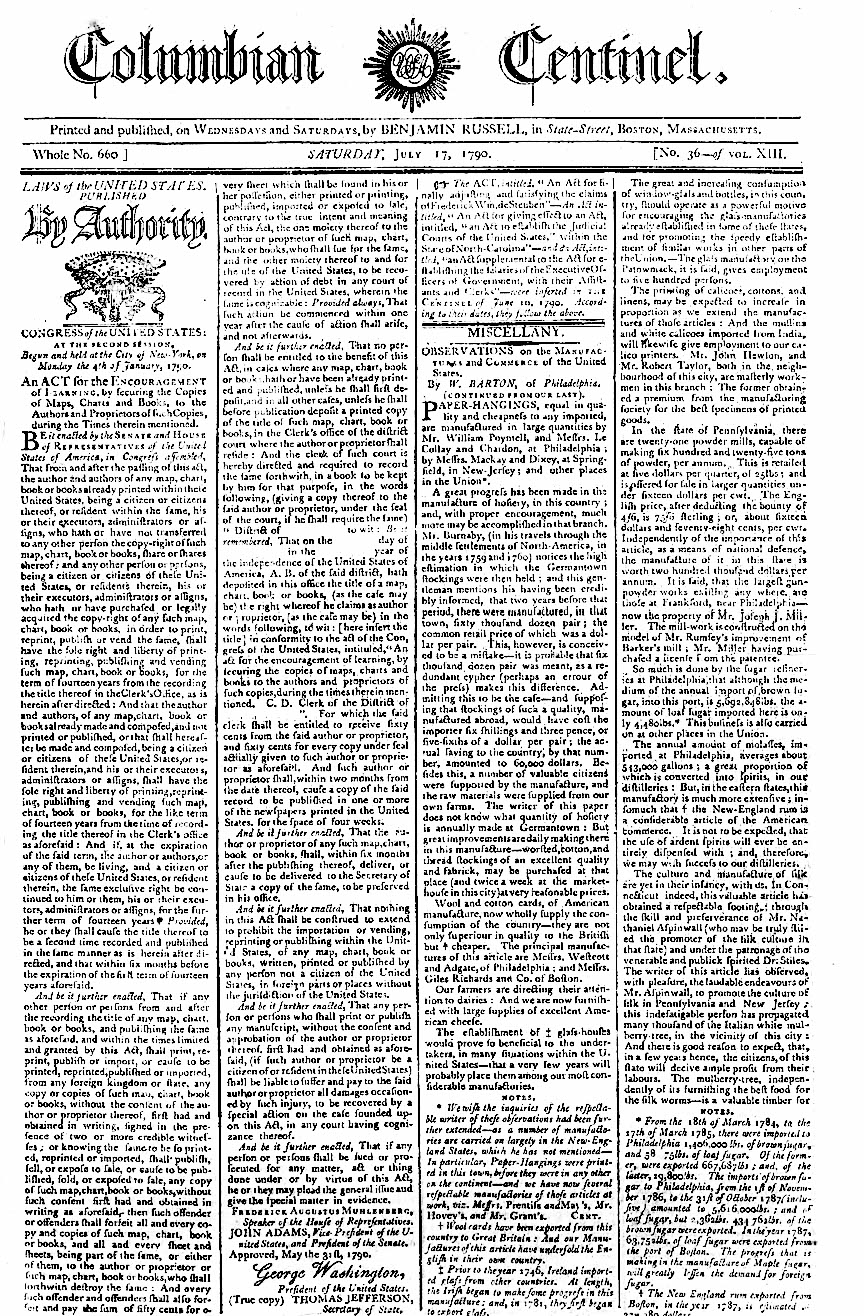
Legea drepturilor de autor din 1790

Statutul reginei Ana nu se aplica coloniilor americane, deși anumiți cercetători au afirmat acest lucru. Economia coloniilor se baza în mare parte pe agricultură, de aceea o lege a drepturilor de autor nu era prioritară, ceea ce a dus la realizarea a doar 3 documente legate de drepturi de autor în America până în 1783. Două dintre acestea erau limitate la o perioadă de 7 ani, iar al treilea la o perioadă de 5 ani. În 1783, mai multe petiții ale autorilor au convins Congresul continental că "nimic nu este mai personal pentru un om decât rezultatul propriilor studii, și că protecția și securitatea proprietății literare ar încuraja geniul și ar promova descoperirile utile."
Congresul nu avea însă în acea perioadă autoritatea de a emite legi ale drepturilor de autor. În schimb, a fost votată o rezoluție ce încuraja fiecare Stat să asigure autorilor sau editorilor unei cărți protecție pe o perioadă de cel puțin 14 ani pentru prima editare, iar dacă la sfârșitul perioadei erau încă în viață, perioada să fie prelungită cu încă 14 ani. Trei state aveau deja legi ale drepturilor de autor anterioare rezoluției, iar în următorii 3 ani toate statele rămase cu excepția statului Delaware au adoptat o asemenea lege. Șapte dintre acestea au urmat rezoluția și legea reginei Ana, oferind două termene de câte 14 ani. Celelalte 5 state au oferit un singur termen de 14, 20 și 21 de ani, fără dreptul de reactualizare.
În cadrul Convenției Constituționale din 1787, atât James Madison din Virginia cât și Charles Pinckney din Carolina de Sud au depus propuneri care ar fi permis Congresului puterea de a oferi drepturi de autor pentru o anumită perioadă. Aceste propuneri au stat la baza articolului despre drepturi de autor din Constituția Statelor Unite, care permite oferirea de drepturi de autor și de patente pe un timp limitat pentru "a promova progresul științei și a artelor utile". Prima lege federală a drepturilor de autor, din 1790, oferea un termen de 14 ani de înregistrare a titlului, precum și încă 14 ani dacă autorul supraviețuia primului termen. Legea nu acoperea doar cărțile, ci și hărțile și graficele. Cu excepția mențiunii referitoare la hărți și grafice, legea din 1790 e copiată aproape cuvânt cu cuvânt după legea reginei Ana.
În acea perioadă, operele primeau protecția drepturilor de autor doar dacă formalitățile prevăzute, ca de exemplu o notiță de copyright corespunzătoare, erau îndeplinite. Dacă aceste condiții nu erau satisfăcute, opera intra imediat în domeniul public. În 1834, Curtea Supremă a Statelor Unite a decis în cazulWheaton v. Peters, că deși autorul unei lucrări nepublicate are dreptul de a controla prima ediție a lucrării, autorul nu are dreptul de a controla reproducerea după prima ediție.

## Dată
Mai multe monografii asupra drepturilor de autor datează textul în 1709. Totuși, datorită schimbării anului nou din martie în ianuarie, anul corect conform calendarului modern este 1710.